# Joseph Pace
Joseph Pace (Morbegno, província de Sondrio, 18 de novembre de 1959) és un pintor i escultor italià.

## Biografia
La seva formació juvenil es desenvolupa en Congo-Kinshasa, on el seu pare, Aurelio Pace, historiador d'Àfrica, treballa per a la UNESCO amb el poeta Jacques Garelli quals poemes seran importants en la formació artística de Pace. Net del pastor protestant Camillo Pace, conegut per haver escrit i fet conegut durant la Segona Guerra Mundial d'una resistència antinazi protestant a Alemanya, s'apropa a la pintura gràcies a la mare Franchina Cardile, pintora, i amb el suport del seu oncle Antonio Cardile, artista de la Scuola Romana, que li va ensenyar els primers coneixements tècnics.
A mitjans dels anys 80’, mentre completa la seva formació en La Sorbona de París, coneix a André Glucksmann, un dels pioners de la “nouvelle philosophie”, que li instrueix sobre la retòrica de les ideologies. En aquests anys, “sur la Rive Gauche”, en el Cafè de Flore, Joseph Pace funda un corrent artístic i filosòfic neo-existencialista anomenat “Filtranisme”.
Le filtranisme es distingeix per la seva visió anti globalista de la vida i per haver portat, fora de qualsevol esperit “movimentista” a l'home al centre de l'univers. La visió de la vida d'aquest grup marcarà des de l'inici el seu treball cap a l'informalisme.
De tornada a Itàlia, troba el moviment de la transvanguarda. En els anys noranta, conclòs el període figuratiu, després d'una reunió amb l'amic de família, el sociòleg americà Kurt Heinrich Wolff, escull amb decisió la via de l'informalisme però també del “action painting” i del pop art. Joseph Pace, en una entrevista, concorda amb allò que deia Emilio Vedova, declarant que no suportava el qualificatiu d'“artista informalista”. Malgrat reconèixer la influència de Jasper Johns, Robert Rauschenberg, Jackson Pollock, Andy Warhol, Roy Lichtenstein, Cy Twombly en el nostre temps, Pace considera que el seu recorregut va més enllà d'aquest període de l'art.
Les seves obres solen ser criticades perquè fugen de qualsevol temptació social i posen en escena “la universalització del pensament inconscient”, la vida quotidiana feta de les pulsions d'herois inconscients. L'any 2007, es va utilitzar per a Joseph Pace la definició d'artista “informalista i filtranista”.
La contínua cerca de Joseph Pace es manifesta de manera gairebé constant per cicles temàtics: en els seus inicis amb els “Paysages Filtranistes” dedicats a la relació entre home i naturalesa (1985-1990); després amb el cicle de “Les Fustes” (1990-1994); en la meitat dels anys noranta se situen les divuit pintures, les incisions i els estudis de “Factor C”; des de 1999 està en curs la sèrie “IDM – Irremobilidad de la Memòria”. Les últimes sèrie d'obres es titulen “*ATONS”, dedicades a la Música Techno,"ENGRAVING", els gravats elaborats amb l'ordinador, i "MIDAS" els grans assemblatge de bijuteria vintage.

## Exposicions personals rellevants
- Il Gioiello nella Moda e nell'Arte, Museu Boncompagni Ludovisi per a les Arts Decoratives[24][25]
- Joseph Pace, Luxarchaeology, Museu Arqueològic Nacional de Civitavecchia, Polo Museale del Lazio, 2022[26][27][28][29][30]
- Joseph Pace, Ave Crux, Spes Una, Basílica de San Lorenzo in Lucina, Roma, Italia, 2021[31][32]
- Joseph Pace, Ave Crux, Spes Una, Panteó de Roma, Basílica de Santa Maria ad Martyres, Direzione dei Musei Statali di Roma, Exposició d'Art Itinerant, Roma, Italia, 2021[33][34][35][36]
- A expressividade de Joseph Pace na criação de suas joias esculturais, Exposició d'Art Virtual Online en Temps de Pandèmia per Coronavirus, Conselho Regional de Contabilidade do Estat de São Paulo, São Paulo, 2020[37][38][39]
- Joseph Pace, Entre o Informal e a Pop Arte, Câmara Municipal de Itapevi, Instituto de Recuperação do Patrimonio Historico do Estat de São Paulo, Itapevi, 2020[40]
- Sacra sacrorum, Joseph Pace, Biblioteca Storica Nazionale dell'Agricoltura, Ministero delle politiche agricole, Roma, 2019[41][42][43][44]
- Sacra sacrorum, Joseph Pace al Pantheon, Panteó de Roma, Basilica Santa Maria ad Martyres, Polo Museale del Lazio, Ministero per i beni e le attività culturali, Roma, 2018[45][46][47]
- Emoções Cósmicas de Joseph Pace, Câmara Municipal de Itapevi, Instituto de Recuperação do Patrimonio Historico do Estado de Sao Paulo, Itapevi, São Paulo, 2018[48]
- The Grand Challenge, Universitat Ca' Foscari, Venècia, 2016[49]
- Emoções de Joseph Pace, Festa da República Italiana, Circolo Italiano, Edifício Itália, São Paulo, 2015[50]
- Biennale Internazionale d'Arte Contemporanea, Florència, 2015[51]
- Joseph Pace Filtranisme, Museo Venanzo Crocetti, Roma, 2015[52]
- Joseph Pace: L'Eva Futura, Museu Boncompagni Ludovisi de la Galeria Nacional d'Art Modern i Contemporani, Roma, 2014-2015[53]
- Joseph Pace Filtranisme, Forte Sangallo, Nettuno, 2011[54]
- Dinamismo cosmico do artista Joseph Pace, Teatro Municipal de Jaguariúna, (Brasil), 2011[55][56][57]
- O dinamismo vital e de força cósmica das emoções artísticas de Joseph Pace, Museu de Arte do Parlamento de São Paulo, São Paulo, 2010[58][59][60]
- Obras de Joseph Pace, CRC do Estado de São Paulo, São Paulo, 2010[61]

## Exposicions col·lectives rellevants
- Varcare le Soglie della Speranza, Brasil e Italia Uniti nell'Arte Basílica de San Lorenzo in Lucina, Roma (2022).[62][63]
- Libri d'artista. L'Arte da leggere, Museu Boncompagni Ludovisi, Ministero della Cultura, Direzione dei Musei statali di Roma, 2021[64][65][66]
- Libri d'artista. L'Arte da leggere, Castello di Copertino, Ministero dei Beni Culturali, Polo Museale della Puglia, Lecce 2019-2020.[67][68][69]
- Libri d'Artista. L'Arte da Leggere, Castello Normanno-svevo di Bari (Pulla), Ministero dei Beni Culturali, Polo Museale della Puglia, Bari, 2019[70][71][72]
- Biennale di Firenze, Fortezza Da Basso, Firenze, 2015[73]
- L'Aquila Forever, Palazzetto dei Nobili L'Aquila, 2015[74]
- O no negro no Futebol Brasileiro - A arte, os artista, Museu Afro Brasil, São Paulo, Brasil, 2014[75]
- L'Aquila Forever, Museo Crocetti, Roma, Italia, 2014[76]
- Arte Italo-Brasileira, Ambasciata d'Italia, Brasília, Brasil, 2013[77]
- Meditazioni, Museo Diocesano di Amalfi, Amalfi, Italia, 2012[78]
- Arte Italo Brasiliana, Forte Sangallo, Nettuno, Italia, 2012[79]
- Momento Italia-Brasile, Arte Brasiliana, Paradiso sul mare, Anzio, Italia, 2010[80][81]
- Orme: Rassegna d'Arte Contemporanea, Festival Internazionale del Cinema di Ostia, Ostia, Italia, 2009[82]
- Expo Arte Sevilla, Exposició Universal de Sevilla de 1992 Sevilla, Espanya, 1992